# Cadeia Central da Machava
A Cadeia Central da Machava é um grande complexo penitenciário situado na Machava, uma localidade do município da Matola, no sul de Moçambique. 
O complexo foi construído em princípios da década de 1950 pela administração colonial portuguesa, para criminosos de delito comum. Com o advento da guerrilha pró-independência, iniciada pela Frelimo em 1964, a PIDE, polícia política do regime ditatorial então vigente em Portugal, criou uma secção especial no complexo, destinada a opositores políticos e prisioneiros de guerra, designada Campo Prisional da Machava, ou ainda Campo de Recuperação da Machava.
Após a independência de Moçambique, em 1975, o novo governo, sob a direção do partido de inspiração marxista Frelimo, continuou a utilizar para presos políticos esta secção do complexo penitenciário da Machava. Embora as suas infraestruturas de apoio, como a enfermaria, a biblioteca, o cinema ao ar livre, as salas de aula e a capela, se tivessem rapidamente deteriorado e tornado inutilizáveis, a prisão política da Machava continuou a servir o mesmo objetivo de reprimir toda e qualquer oposição ao poder instalado, se bem que, agora, os detidos não fossem já nacionalistas mas aqueles que a Frelimo classificava como «reacionários». O SNASP (Serviço Nacional de Segurança Popular), polícia política criada pelo novo governo moçambicano, utilizava correntemente a tortura e outras formas de tratamento degradante, quer como punição quer como meio para a obtenção de confissões. A secção política da prisão da Machava servia igualmente de etapa no envio dos presos políticos para os chamados «campos de reeducação», situados em zonas desabitadas do Centro e do Norte de Moçambique, onde muitos morriam de doença, inanição e falta de abrigo.